# El Progreso, Jalacingo
El Progreso är en ort i Mexiko.   Den ligger i kommunen Jalacingo och delstaten Veracruz, i den sydöstra delen av landet, 190 km öster om huvudstaden Mexico City. El Progreso ligger 2 083 meter över havet och antalet invånare är 269.
Terrängen runt El Progreso är lite bergig. Runt El Progreso är det ganska tätbefolkat, med 149 invånare per kvadratkilometer. Närmaste större samhälle är Teziutlan, 9,5 km nordväst om El Progreso. I omgivningarna runt El Progreso växer huvudsakligen savannskog.